# Simrat
Simrat (hebräisch זִמְרָת deutsch ‚(Lob-)Lied‘, englisch Zimrat) ist ein israelischer Moschav mit 589 Einwohnern (2018). Die Ortschaft befindet sich in der Regionalverwaltung Sdot Negev im Südbezirk Israels. Der Ort liegt an der Kraftfahrstraße Kvisch 25 in der Nähe der Stadt Netivot. Der 1957 gegründete Moschav wurde benannt nach 2. Mose 15,2 :  Mein Lied ist der Herr.

Seit 2007 zählt Simrat zum so genannten Gaza Envelope, dem Grenzgebiet entlang der Grünen Linie mit zahllosen Einschlägen aus dem Gazastreifen, das Israels besonderer steuerlicher Förderung unterliegt.